# الهيجة (ذي السفال)

تعديل مصدري - تعديل

الهيجة محلة تابعة لقرية المنبل، التابعة لعزلة الدخال بمديرية ذي السفال إحدى مديريات محافظة إب في الجمهورية اليمنية، بلغ تعداد سكانها 141 حسب تعداد اليمن لعام 2004.